# 王駿 (御史大夫)
王 駿（おう しゅん、? - 紀元前15年）は、前漢の政治家。字は偉山。琅邪郡皋虞県（現在の山東省青島市即墨区）の人。王吉の子。

## 略歴
父の王吉は『易経』の梁丘賀説を好み、王駿にこれを学ばせた。王駿は孝廉に推挙され郎となった。その後、左曹陳咸・光禄勲匡衡の推薦があり、諌大夫となった。淮陽王劉欽（宣帝の子）の謀反事件の際に王を詰問する使者となっている。その後、趙国内史となったが、父の王吉が昌邑王劉賀の官僚となって刑を受けたことから、王駿には王国の官吏にはなるなと戒めていたため、病気を称して官を辞めて帰郷した。
その後復帰して幽州刺史となり、司隷校尉に遷った。このとき丞相匡衡を弾劾し罷免している。河平元年（紀元前28年）には少府となった。陽朔4年（紀元前21年）成帝は彼を重く用いようと思い、政治の能力を測るために京兆尹に任命した。彼は優れた手腕を見せ、都では「先には趙・張がいて、後には三王がいた」（趙広漢、張敞、および王尊・王章・王駿の三人の王氏）と称えられるようになった。
その年から鴻嘉元年（紀元前20年）にかけて御史大夫于永が亡くなり御史大夫が空席となったが、その際に谷永の進言により、王駿ではなく王駿の後任の少府だった薛宣が先に御史大夫となった。数カ月後には丞相張禹の引退で丞相も空席となったため、薛宣は丞相となり、ここで王駿が後任の御史大夫となった。
永始2年（紀元前15年）、御史大夫在任中に死去した。その年のうちに後任の御史大夫翟方進も丞相となっていることから、人々は王駿が丞相・列侯となれなかったのを恨みに思ったという。
なお、王駿が少府の時に妻が死んだが、再婚しなかった。理由を尋ねられると、王駿は「自分の徳は曾参のようではないし、子は曾参の子のようでもない。なんで自分が再婚できようか」と、曾参が再婚しなかったことを引き合いに出して答えたという。
子に王崇・王游がいる。王崇は王莽の下で大司空に至った。